# Улица Фазану
Улица Фазану (латыш. Fazānu iela — в переводе Фазанья) — небольшая Г-образная улица в Видземском предместье города Риги, в Пурвциемсе.
Проходит от улицы Индуля до улицы Медню, в своей средней части делая поворот на 90°. С другими улицами не пересекается.
Общая длина — 171 метр. На всём протяжении имеет асфальтовое покрытие. Общественный транспорт по улице не курсирует.
Впервые указана в перечне улиц города в 1963 году под своим нынешним названием, которое в последующем не изменялось.